# Született gyilkosok
A Született gyilkosok (eredeti cím: Natural Born Killers) 1994-ben bemutatott amerikai thriller Oliver Stone rendezésében, Woody Harrelson és Juliette Lewis főszereplésével. A forgatókönyvet Quentin Tarantino története alapján Oliver Stone, Dave Veloz és Richard Rutowski írta.

## Történet
Mickey (Woody Harrelson) és Mallory Knox (Juliette Lewis) egy útszéli kocsmában állnak meg pihenni. Mickey enni kezd, míg a lány a zenegép előtt táncol. Az érkező vendégek felfigyelnek rájuk, és egyikük flörtölni kezd Malloryval, aki egy ideig engedi, aztán megveri a férfit.Ezután a fiatal pár mindenkit lemészárol, egy kivételével, akit kiszámoló segítségével választanak ki. Ahogy a történet folytatódik, a pár még 52 embert mészárol le hasonló körülmények között. A rendőrség utálja őket, azonban a média és az emberek körében nagyon népszerűek. Végül sikerül lekapcsolni őket, és börtönbe kerülnek.
Egy év elteltével sikerül börtönlázadást kirobbantaniuk, és egy mohó riporterrel, aki élő adásban kíséri őket, lemészárolnak mindenkit, aki ellen akar állni nekik.

## Szereplők
| Szerep                   | Színész            | Magyar hang                                              |
| ------------------------ | ------------------ | -------------------------------------------------------- |
| Mickey Knox              | Woody Harrelson    | Stohl András                                             |
| Mickey Knox              | Mark Harmon        | Stohl András                                             |
| Mickey apja              | Phil Neilson       | Stohl András                                             |
| Mallory Knox             | Juliette Lewis     | Für Anikó                                                |
| Mallory Knox             | Corey Everson      | Für Anikó                                                |
| Mickey anyja             | Sally Jackson      | Für Anikó                                                |
| Wayne Gale               | Robert Downey Jr.  | Selmeczi Roland                                          |
| Jack Scagnetti nyomozó   | Tom Sizemore       | Csuja Imre                                               |
| Dwight McClusky igazgató | Tommy Lee Jones    | Rajhona Ádám                                             |
| Mallory apja             | Rodney Dangerfield | Kránitz Lajos                                            |
| Mallory anyja            | Edie McClurg       | Némedi Mari                                              |
| Kevin, Mallory öccse     | Sean Stone         | ?                                                        |
| Öreg indián              | Russell Means      | Kisfalussy Bálint                                        |
| Dr. Emil Reingold        | Steven Wright      | Bognár Zsolt                                             |
| Antonia Chavez           | Melinda Renna      | Andresz Kati                                             |
| Őrangyal                 | Arliss Howard      | Horányi László                                           |
| Mabel                    | O-Lan Jones        | Biró Anikó                                               |
| Sonny                    | Richard Lineback   | Zágoni Zsolt                                             |
| Earl                     | Lanny Flaherty     | Várkonyi András                                          |
| David                    | Evan Handler       | ?                                                        |
| Roger                    | Kirk Baltz         | ?                                                        |
| Londoni fiú              | Jared Harris       | Pálfai Péter                                             |
| Napalatoni               | Robert Swan        | Pálfai Péter                                             |
| Sparky                   | Louis Lombardi     | Pálfai Péter                                             |
| Kavanaugh                | Taylor Vince       | Szalay Imre                                              |
| Wurlitzer                | Everett Quinton    | Salinger Gábor                                           |
| Duncan Homolka           | Joe Grifasi        | Végh Ferenc                                              |
| Dale Wrigley             | Dale Dye           | Palóczy Frigyes                                          |
| Gerald Nash              | Edward Conna       | Albert Gábor                                             |
| Cicus                    | Lorraine Farris    | Roatis Andrea                                            |
| További szereplők        | –                  | Hegedűs Miklós Horányi László Katona Zoltán Pálfai Péter |

## Díjak és jelölések
- Golden Globe-díj
  - 1995 jelölés: Oliver Stone (Legjobb rendező)
- Velencei Nemzetközi Filmfesztivál
  - 1994 díj: Juliette Lewis (Pasinetti-díj a legjobb színésznőnek)
  - 1994 díj: Oliver Stone (A zsűri nagydíja)